# Damjan Bohar
Damjan Bohar (Muraszombat, 1991. október 18. –) szlovén válogatott labdarúgó, a lengyel Zagłębie Lubin középpályása.

## Pályafutása

### Klubcsapatokban
Bohar a szlovéniai Muraszombat városában született. Az ifjúsági pályafutását a helyi Mura 05 akadémiájánál kezdte.
2008-ban mutatkozott be a Mura 05 felnőtt keretében. 2013-ban a Maribor, míg 2018-ban a lengyel első osztályban szereplő Zagłębie Lubin szerződtette. 2020-ban a horvát Osijek csapatához igazolt. 2022. július 1-jén kétéves szerződést kötött a Zagłębie Lubin együttesével. Először a 2022. július 15-ei, Śląsk Wrocław ellen 0–0-ás döntetlennel zárult mérkőzésen lépett pályára. Első góljait 2022. október 1-jén, a Górnik Zabrze ellen idegenben 3–2-re megnyert találkozón szerezte meg.

### A válogatottban
Bohar az U21-es korosztályos válogatottban is képviselte Szlovéniát.
2014-ben debütált a szlovén válogatottban. Először a 2014. november 18-ai, Kolumbia ellen 1–0-ra elvesztett mérkőzés 59. percében, Dejan Lazarevićet váltva lépett pályára. Első válogatott gólját 2020. szeptember 6-án, Moldova ellen 1–0-ra megnyert Nemzetek Ligája mérkőzésen szerezte meg.

## Statisztikák
2023. március 11. szerint
| Klub           | Szezon   | Osztály     | Bajnokság | Bajnokság | Kupa  | Kupa | Nemzetközi | Nemzetközi | Összesen | Összesen |
| Klub           | Szezon   | Osztály     | Meccs     | Gól       | Meccs | Gól  | Meccs      | Gól        | Meccs    | Gól      |
| -------------- | -------- | ----------- | --------- | --------- | ----- | ---- | ---------- | ---------- | -------- | -------- |
| Zagłębie Lubin | 2018–19  | Ekstraklasa | 35        | 10        | 0     | 0    | —          | —          | 35       | 10       |
| Zagłębie Lubin | 2019–20  | Ekstraklasa | 36        | 15        | 3     | 1    | —          | —          | 39       | 16       |
| Zagłębie Lubin | 2020–21  | Ekstraklasa | 4         | 1         | 1     | 1    | —          | —          | 5        | 2        |
| Zagłębie Lubin | Összesen | Összesen    | 75        | 26        | 4     | 2    | 0          | 0          | 79       | 28       |
| Osijek         | 2020–21  | 1. HNL      | 31        | 7         | 1     | 0    | —          | —          | 32       | 7        |
| Osijek         | 2021–22  | 1. HNL      | 22        | 4         | 3     | 0    | 4          | 0          | 29       | 3        |
| Osijek         | Összesen | Összesen    | 53        | 11        | 4     | 0    | 4          | 0          | 61       | 11       |
| Zagłębie Lubin | 2022–23  | Ekstraklasa | 18        | 3         | 2     | 0    | —          | —          | 20       | 3        |
| Összesen       | Összesen | Összesen    | 146       | 40        | 10    | 2    | 4          | 0          | 60       | 42       |

### A válogatottban
| Válogatott | Év       | Pályára lépés | Gól |
| ---------- | -------- | ------------- | --- |
| Szlovénia  | 2014     | 1             | 0   |
| Szlovénia  | 2019     | 2             | 0   |
| Szlovénia  | 2020     | 8             | 1   |
| Szlovénia  | 2021     | 5             | 0   |
| Összesen   | Összesen | 16            | 1   |

#### Góljai a válogatottban
| # | Időpont             | Helyszín                              | Ellenfél | Gólok | Eredmény | Kiírás                                     |
| - | ------------------- | ------------------------------------- | -------- | ----- | -------- | ------------------------------------------ |
| 1 | 2020. szeptember 6. | Stožice Stadion, Ljubljana, Szlovénia | Moldova  | 1–0   | 1–0      | 2020–2021-es UEFA Nemzetek Ligája (C liga) |

## Sikerei, díjai
Maribor
- Prva Liga
  - Bajnok (3): 2013–14, 2014–15, 2016–17

- Szlovén Kupa
  - Győztes (1): 2015–16

- Szlovén Szuperkupa
  - Döntős (2): 2013, 2014